# Hekwiel

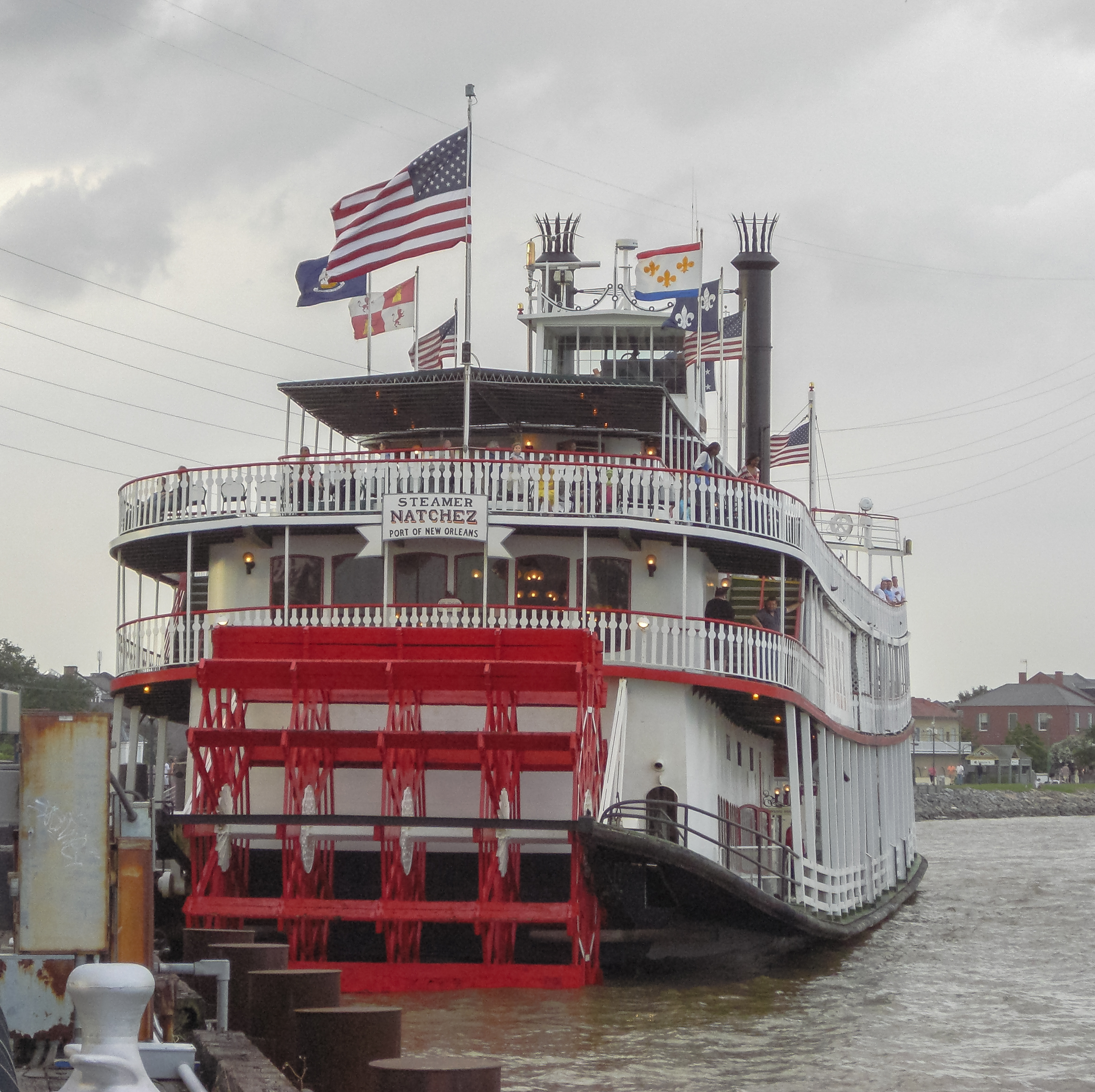
Hekwiel

Een hekwiel is een voortstuwingsmechanisme aan de achterzijde (het "hek") van een schip. Het bestaat uit een ronddraaiend scheprad, in werking enigszins overeenkomend met de zijraderen van een raderboot; het hekwiel is echter aanzienlijk breder. Het hekwiel werd wel toegepast op ondiepe rivieren omdat slechts het onderste deel ervan onder water stak. Het werd via een of twee drijfstangen aangedreven door een stoommachine. Veel van de "showboten" op de Mississippi waren hekwielers. 
Een hekwiel heeft een lager rendement dan een scheepsschroef. Er zijn de laatste jaren echter experimenten gedaan met een op een hekwiel gelijkend mechanisme, waarbij de stand van de horizontale schoepen, zijnde de componenten die de motorenergie in stuwkracht moeten omzetten, bij de op- en neergaande beweging continu zodanig in stand geregeld worden dat ze voorwaartse stuwkracht leveren bij een rendement dat men tot boven 50% hoopt te kunnen opvoeren. Als een bijkomend voordeel wordt genoemd dat het relatief rustige kielzog minder rivierbodem opwoelt dan de snelle waterstroom achter een scheepsschroef. Men refereert aan dit principe ook wel als de walvisstaartvoortstuwing. In tegenstelling tot het klassieke hekwiel bevindt het walvisstaartmechanisme zich geheel onder de waterlijn.